# Le Malaise
Le Malaise est un roman de 1960 de l'auteur nigérian Chinua Achebe. C'est l'histoire d'un homme Igbo, Obi Okonkwo, qui quitte son village pour une éducation en Grande-Bretagne puis un emploi dans la fonction publique coloniale nigériane, mais est en conflit entre sa culture africaine et son mode de vie occidental et finit par accepter un pot-de-vin. Le roman est le deuxième ouvrage de ce que l'on appelle parfois la « trilogie africaine », après Tout s'effondre et précédant La Flèche de Dieu , bien que ce dernier le précède chronologiquement dans la grande histoire de la trilogie. Tout s'effondre concerne la lutte du grand-père d'Obi Okonkwo, Okonkwo, contre les changements apportés par les Britanniques.

## Titre du roman
Le titre du livre vient des dernières lignes du poème de TS Eliot, The Journey of the Magi :
Nous sommes retournés à nos places, ces Royaumes, 
Mais plus à l'aise ici, dans l'ancienne dispensation
Avec un peuple extraterrestre tenant ses dieux.
Je serais heureux d'une autre mort.

## Résumé de l'intrigue
Le roman commence par le procès d'Obi Okonkwo accusé d'avoir accepté un pot-de-vin. Il remonte ensuite dans le temps jusqu'à un point antérieur à son départ pour l'Angleterre et avance pour décrire comment Obi s'est retrouvé en procès.
Les membres de l'Umuofia Progressive Union (UPU), un groupe d'indigènes d'Umuofia qui ont quitté leurs villages pour vivre dans les grandes villes nigérianes, ont fait une collecte pour envoyer Obi en Angleterre pour étudier le droit, dans l'espoir qu'il reviendra à aider son peuple en le représentant dans le système judiciaire colonial, notamment en ce qui concerne les affaires foncières. Cependant, Obi passe sa majeure à l'anglais et rencontre Clara Okeke, une étudiante infirmière, pour la première fois lors d'une danse.
Obi revient au Nigeria après quatre ans d'études et vit à Lagos avec son ami Joseph. Il prend un emploi au Conseil des bourses et se voit presque immédiatement offrir un pot-de-vin par un homme qui essaie d'obtenir une bourse pour sa sœur. Quand Obi rejette l'offre avec indignation, il reçoit la visite de la fille elle-même, qui laisse entendre qu'elle le soudoiera avec des faveurs sexuelles pour la bourse, une autre offre qu'Obi rejette.
Dans le même temps, Obi développe une relation amoureuse avec Clara qui révèle qu'elle est une osu, un paria par ses descendants, ce qui signifie qu'Obi ne peut pas l'épouser selon les coutumes traditionnelles des Igbos. Il reste déterminé à épouser Clara, mais même son père chrétien s'y oppose, bien qu'à contrecœur en raison de son désir de progresser et d'éviter les coutumes « païennes » du Nigéria précolonial. Sa mère le supplie sur son lit de mort de ne pas épouser Clara avant sa mort, menaçant de se suicider si son fils désobéit. Quand Obi informe Clara de ces événements, Clara rompt les fiançailles et laisse entendre qu'elle est enceinte. Obi organise un avortement que Clara subit à contrecœur, mais elle souffre de complications et refuse de voir Obi. Obi s'enfonce plus profondément dans les difficultés financières, en partie à cause d'une mauvaise planification de sa part, en partie à cause de la nécessité de rembourser son prêt à l'UPU et de payer l'éducation de ses frères et sœurs, et en partie à cause du coût de l'avortement illégal.
Après avoir appris la mort de sa mère, Obi sombre dans une profonde dépression et ne rentre pas chez lui pour les funérailles, pensant que l'argent qu'il aurait utilisé pour aller et revenir aurait mieux servi aux dépenses du ménage qu'aux funérailles. Lorsqu'il se rétablit, il commence à accepter des pots-de-vin en reconnaissant à contrecœur que c'est la voie de son monde.
Le roman se termine alors qu'Obi prend un pot-de-vin et se dit que c'est le dernier qu'il acceptera, pour découvrir que ceci faisait partie d'une opération d'infiltration. Il est arrêté, nous ramenant aux événements qui ont ouvert l'histoire.

## Thèmes
Bien que se déroulant plusieurs décennies après Tout s'effondre, le malaise reprend de nombreux thèmes du premier roman d'Achebe. Ici, le choc entre la culture européenne et la culture traditionnelle s'est enraciné pendant la longue période de domination coloniale. Obi s'efforce d'équilibrer les demandes de sa famille et de son village en matière de soutien financier tout en respectant le matérialisme de la culture occidentale.
De plus, Achebe dépeint une continuité familiale entre Ogbuefi Okonkwo dans Tout s'effondre et son petit-fils Obi Okonkwo dans Le Malaise. Les deux hommes, en conflits, disent ce qu'ils pensent et ont des tendances autodestructrices. Cependant, cette tendance agressive se manifeste de différentes manières. Là où son grand-père était un homme d'action et de violence, Obi est un homme de paroles et de pensées à l'exclusion de l'action. L'histoire dépeint le thème de la corruption.

## Accueil du public
Le Malaise a fait ses débuts avec des critiques largement positives. Mercedes Mackay de la Royal African Society a noté que "Ce deuxième roman de Chinua Achebe est meilleur que son premier, et place ce Nigérian au premier rang des écrivains ouest-africains". Arthur Lerner du Los Angeles City College a écrit que « Le deuxième roman de ce jeune auteur nigérian poursuit la promesse de son prédécesseur, Things Fall Apart ». Le roman a été largement salué pour ses représentations réalistes et vivantes de la vie à Lagos au début des années 1960. Cependant, certains critiques ont estimé que l'attention portée par Achebe aux détails dans le cadre a été exécutée au détriment de l'élaboration complète de ses personnages. Ben Mkapa du WEB DuBois Institute a écrit : « Achebe a une vision large du monde sur lequel il écrit, mais malheureusement cette largeur se manifeste au détriment de la profondeur de la caractérisation. Clara, qui est si centrale dans la désillusion finale d'Obi, n'est qu'imparfaitement dessinée ; la plupart des autres ne sont que nominaux. Ses personnages sont figuratifs plutôt que réels".